# Fran Moreno
Francisco Javier 'Fran' Moreno Jiménez (Pamplona, Navarra, 7 de mayo de 1984) es un exjugador profesional de fútbol y su último equipo fue el Mar Menor F. C. de la Segunda División RFEF.

## Trayectoria
Fran Moreno apareció siete veces con el CA Osasuna en la temporada 2005-2006 de Primera División, en la cual el club alcanzó la meritoria cuarta posición. No llegó a jugar ningún partido completo y salió dos veces al inicio del encuentro. Debutó en la competición el 18 de septiembre de 2005, completando 22 minutos en un partido que el Osasuna derrotó al Sevilla FC por 1-0, en la 2005-06 de la mano del mexicano Javier Aguirre. 
Tras 2 temporadas cedido en Segunda División, jugando en el CD Numancia y en el Albacete Balompié, Moreno fue liberado en 2008, recalando entonces en Segunda División B, concretamente en el CD Linares. 
Pasó por el Alavés, Alcoyano, Olímpic y por el Ontinyent para acabar en el CD Leganés donde consiguió el ascenso a segunda división en la temporada 2013-2014 y al año siguiente jugó en la categoría de plata con el club madrileño.
En 2015, regresa a la Segunda B, el Real Murcia llega a un acuerdo con el mediapunta navarro, jugador que la temporada anterior militó en el CD Leganés.
En agosto de 2016, firma por el Club Lleida Esportiu. En enero de 2017, vuelve al grupo IV para formar parte del FC Jumilla.
En mayo de 2020, se compromete con el Racing Murcia FC del Grupo XIII de la Tercera División de España.
En la temporada 2021-22, firma por el Mar Menor F. C. de la Segunda División RFEF.
Se retiró en 2022.